# Cibunar (Malangbong)
Cibunar is een bestuurslaag in het regentschap Garut van de provincie West-Java, Indonesië. Cibunar telt 6622 inwoners (volkstelling 2010).